# 第1偵察集群
第1偵察集群（德語：I. Aufklärungsgruppe）是德意志帝國海軍「公海艦隊」下屬的一支戰鬥巡洋分艦隊，主要以偵察任務為主。第1偵察集群存在期間主要由弗朗茲·馮·希佩爾指揮，於第一次世界大戰中十分活躍，多次與英國皇家海軍主力艦隊「大艦隊」交手，幾乎參加了北海戰場上的所有大型海戰，包括多格尔沙洲海战、日德蘭海戰。该舰队也在里加湾海战中有所行动。

## 分配给第一侦察集群的舰艇
“冯·德·坦恩”号是第一艘分配给第1侦察集群的德国战列巡洋舰。该舰于1911年5月8日被编入。9月30日，“毛奇”号被服役于第一侦察集群，并取代了老旧的装甲巡洋舰“罗恩”号。“塞德利茨”号于1913年5月22日入役后也被编入了该舰队。“布吕歇尔”号自1914年8月起加入该舰队。“德夫林格”号原定于1914年10月底被分配到该舰队，但由于涡轮机损坏使该舰推迟到当年11月16日才被编入第1侦察集群。“德夫林格”号的姊妹舰“吕措”号于1916年3月20日加入该舰队。第三艘德夫林格级战列巡洋舰，也是加入第1侦察集群的最后一艘舰艇，“兴登堡”号于1917年11月6日被分配到该舰队。在德皇海军陆战队建造的七艘真正的战列巡洋舰中，只有“格本”号没有被分配到第1侦察集群，因为该舰于1912年10月被任命为德国海军地中海舰队的旗舰。
为了提前做好1916年8月18日至19日行动的准备，第1侦查集群轰炸了英国沿海城市桑德兰，但是只有两艘德国战列巡洋舰仍然处于战斗状态（“毛奇”号和“冯·德·坦恩”号），因此三艘无畏舰被分配到本舰队中参与执行任务，分别是“藩侯”号、“大选帝侯”号和新建成的“巴伐利亚”号。

## 服役历史
第一侦察集群是第一次世界大战期间公海舰队中最活跃的部队之一。这些舰艇曾多次被用来试图引诱英国大舰队的部分兵力，从而使其能被整个德国战列舰舰队所击败。其中几次行动要求第一侦察集群的舰艇轰炸英国海岸，包括袭击雅茅斯、斯卡布罗、哈特尔浦和惠特比的袭击，以及轰炸雅茅斯和洛斯托夫特。该舰队还参加了对英国海军的攻击活动，包括几次导致多格滩战役和日德兰海战爆发的行动。

## 脚注

### 引文
1. ↑  Staff (2010)，第9頁.
2. ↑  Staff (2010)，第15頁.
3. ↑  Staff (2010)，第22頁.
4. ↑  Staff (2010)，第39頁.
5. ↑  Staff (2010)，第40頁.
6. ↑  Staff (2010)，第42頁.
7. ↑  Staff (2010)，第18頁.
8. ↑  Massie (2003)，第682頁.
9. ↑  Tarrant (1995)，第31–33, 53頁.
10. ↑  Massie (2003)，第627-628頁.